# 葵花凤头鹦鹉
葵花凤头鹦鹉（学名：Cacatua galerita），又称大葵花鳳頭鸚鵡、大葵花鸚鵡、大巴。屬二級保育類。分布于澳大利亚。有四个亚种。体长50厘米，体重可达0.5千克，寿命50年。食物包括種子、穀類、漿果、堅果、水果、嫩芽、嫩葉、花朵、昆蟲等。语言能力一般。喙的力量强大。同许多凤头鹦鹉一样，作为宠物饲养需要主人大量时间陪伴。羽粉较多，需要定期沐浴。叫声嘈杂，愤怒时会竖起头冠。
每次产卵2-3顆，孵化期30天，羽化期10周。

## 行為
葵花凤头鹦鹉獨特的喧鬧聲非常響亮，這是為了適應它們穿越其所居住的森林環境（包括熱帶和亞熱帶雨林）而做出的調整的結果。這些鳥天生好奇，而且非常聰明。他們非常適應歐裔澳大利亞人在澳大利亞的定居點，並居住在許多城市地區。
這些鳥的壽命很長，並且在圈養中可以活到70歲以上，儘管它們在野外只能活大約20-40年。眾所周知，他們從事地吞噬作用，即吃黏土為食物排毒的過程。這些鳥會產生非常細的粉末來自我防水，而不是像其他許多鳥一樣能防油。
葵花凤头鹦鹉是澳大利亞的季節性繁殖者。人們對其在新幾內亞的繁殖行為知之甚少。在澳大利亞南部，繁殖季節是從八月到一月，而在澳大利亞北部，繁殖季節是從五月到九月。巢是在樹洞中的木屑床。像許多其他鸚鵡一樣，它與其他種類的鸚鵡競爭，也與其他種類的鸚鵡競爭築巢點。產下2至3個卵，孵化持續25-27天。父母雙方將卵孵化並孵化雛鳥。雛期為9到12週，幼雛在出雛後會與父母同住數月。
葵花凤头鹦鹉具有一系列視覺上可觀察到的表情。2009年的一項研究涉及名為“雪球”的葵花凤头鹦鹉，發現葵花凤头鹦鹉能夠將動作與音樂節拍同步。在2020年的一項研究中，對4種含硫鳳頭鸚鵡的面部羽毛運動與情緒狀態進行了密切檢查，發現與哺乳動物一樣，硫磺鳳頭鸚鵡使用面部表情（及其羽毛）表現出積極的情緒。在鳳頭鸚鵡中通過羽毛運動表達是很常見的，而在圈養的鳳頭鸚鵡中不幸的負面情緒和福利表達是有害的羽毛拔除。
葵花鹦鹉经常在地面觅食。以地面為食的物種非常容易受到捕食者的攻擊，因此鳳頭鸚鵡已經進化出一種行為適應措施來防止這種情況的發生：每當地面上有一群葵花鹦鹉時，樹上（通常是枯樹）或周围高处地点至少會有一只鹦鹉保持警惕，并在危险到来时对地面的鸟群发出警告。